# Palacio municipal de Zacatelco
El Palacio Municipal de Zacatelco es la sede del ayuntamiento del municipio de Zacatelco, en el estado mexicano de Tlaxcala, ubicado en la cabecera municipal, Zacatelco. Fue inaugurado por Felipe Mazarraga, entonces gobernador de Tlaxcala, el 24 de enero de 1952, bajo el gobierno municipal de Eulogio Cortez.

## Historia
La primera sede del ayuntamiento de Zacatelco, fue un edificio construido sobre lo que hoy día es la plaza de armas. Las primeras oficinas fueron derrumbadas en 1942 para la ampliación y construcción de un edificio de dos plantas, la nueva edificación se construyó sobre los terrenos del cuartel y cárcel municipal.
La construcción del palacio municipal constó de dos etapas; la primera fue terminada el 24 de enero de 1952, bajo el gobierno municipal de Eulogio Cortez, ese mismo día el gobernador de Tlaxcala, Felipe Mazarraga, lo inauguró. El primer piso fue cimentado a base de piedra, el frente inferior se compone de ocho puertas y en el medio se encuentra el marco central, mientras que el frente superior tiene cuatro balcones, seis ventanas dobles y en el medio se concentra el balcón central. La segunda etapa ocurrió durante la administración del presidente municipal, Guadalupe Bermúdez. Y concluyó en su totalidad en 1959.